# بالاچ مری
بالاچ مری، یکی از رهبران نیروهای شبه نظامی بلوچستان پاکستان بود که در سال ۲۰۰۷ در نزدیکى مرز بین افغانستان و ایالت بلوچستان توسط دولت پاکستان کشته شد.
بنا بر گزارش‌ها، میر بالاچ مری در یک عملیات مشترک نیروهای نظامی دولت پاکستان و نیروهای شبه نظامی طالبان افغان به رهبری ملا منصور، برادر ملا دادالله که نزدیک به حاکمیت نظامی پاکستان هستند، کشته شده‌است؛ نامبرده در جبههٔ کوه سلطان نزدیک گرد جنگل در غرب دالبندین، شهر مرزی بلوچستان و افغانستان به درگیری‌های خود علیه دولت پاکستان ادامه می‌داد.

## دوران کودکی و تولد
بالاچ مری فرزند خیربخش مری و برادر بزرگ ترِ چنگیز، حربیار، غازان، مهران و حمزه مری است. گفته می‌ شود که وی در شهر مسکو زاده شده، و دوران مدرسه را در کابل و دانشگاه را در شهر مسکو در بخش سیول مهندسی به پایان رساند.

## سیاست
بالاچ مری طرفدار استقلال بلوچستان و تشکیل بلوچستان بزرگ بود. در سال ۲۰۰۱ ارتش آزادی‌بخش بلوچستان با هدف بیرون راندن پاکستان و تشکیل بلوچستان بزرگ تأسیس شد و علیه پاکستان به عملیات نظامی پرداخت. بالاچ مری از رهبران ارتش آزادی‌بخش بلوچستان‌ بود.  او کاملاً طرفدار استقلال بلوچستان بزرگ بود، بنابر عقیدۀ آزادی خواهان بلوچ، بلوچستان سکولاریستی خواهد بود این بلوچستان همه چیز، نیروی انسانی، منابع و معادن وافر زیر زمینی، مالداری و زراعت، منابع مطمئن و پردرآمد انرژیتیکی بادی و آفتابی دارد و بنابر نبشته سایت پهره دامداری در بلوچستان می‌تواند چنان توسعه یابد که طی اولین سال‌های آزادی کامل در این زمینه مردم ما را خودکفا کند. به مرور زمان بازدهی دامداری بیش از نیاز بلوچستان خواهد بود با اطمینان می توان گفت که محصولات کشاورزی و دامی مازاد بر مصرف خواهیم داشت که می تواند از صادرات مهم بلوچستان غنی به کشورهای مجاور منجمله پارس و پنجاب باشد. پاکستان بطور تخمین ۲۵ تریلیون فت مکعب گاز ذخیره دارد که ۱۹ تریلیون آن در بلوچستان قرار دارد. بر پایهٔ گزارش‌های نشریه نفت و گاز، ذخایر تأیید شده نفت پاکستان بالغ بر ۳۰۰ میلیون بشکه است که بیشتر آن در بلوچستان قرار دارد، برآورده‌های دیگر نشان می دهد که ذخایر نفت در بلوچستان به ۶ تریلیون بشکه می رسد که برخی از آن‌ها در ساحل آبی و برخی در بستر دریا قرار دارد. ذخایر انرژی استراتژیک بلوچستان موجب شده‌است تا آزادی خواهان بلوچ از موقعیت خوب‌تر برخوردار شوند و بنا به گفته شوسودفسکی «شواهدی در دست است که شورشیان بلوچ از سوی انگلستان و آمریکا حمایت مالی و آموزشی می‌شوند». جگړن رالف پیترز استاد علوم نظامی در مقاله که در شماره جولای ۲۰۰۶ مجله نیروهای مسلح به نشر رسید معتقد است که هیچ راهی مگر تشکیل کشوری به نام بلوچستان بزرگ یا بلوچستان آزاد نمی‌تواند موجب از هم گسیختگی پاکستان شود.
به‌منظور ارتقای مؤثریت مبارزه علیه پاکستان و نیل به آزادی و بیرون راندن پاکستان از بلوچستان در سال ۲۰۰۱ ارتش آزادی بخش بلوچستان تأسیس شد و علیه پاکستان به عملیات نظامی پرداخت، در جریان سخنرانی پرویز مشرف حاکم نظامی پاکستان در کوه لو ۲۰۰۵م توسط آزادی‌خواهان بلوچ چند راکت به محل گردهمایی شلیک شد، زمانیکه حکومت پاکستان یک هیئت نظامی را جهت ارزیابی به محل فرستاد هلیکوپتر حامل آن‌ها سقوط داده شد در سال های ۲۰۰۳ – ۲۰۰۴در منطقه کم کول و توابع آن ۱۱۷حمله راکتی صورت گرفت ۴۸مین منفجر شد و ۱۰۵ حمله به تأسیسات دولتی براه افتاد.

## کشته شدن
بالاچ مری در سال ۲۰۰۷ میلادی در نزدیکی سرحد افغانستان و بلوچستان در افغانستان توسط طالبان افغان و نیروهای پاکستانی کشته‌شد.